# Świnobród (województwo podlaskie)

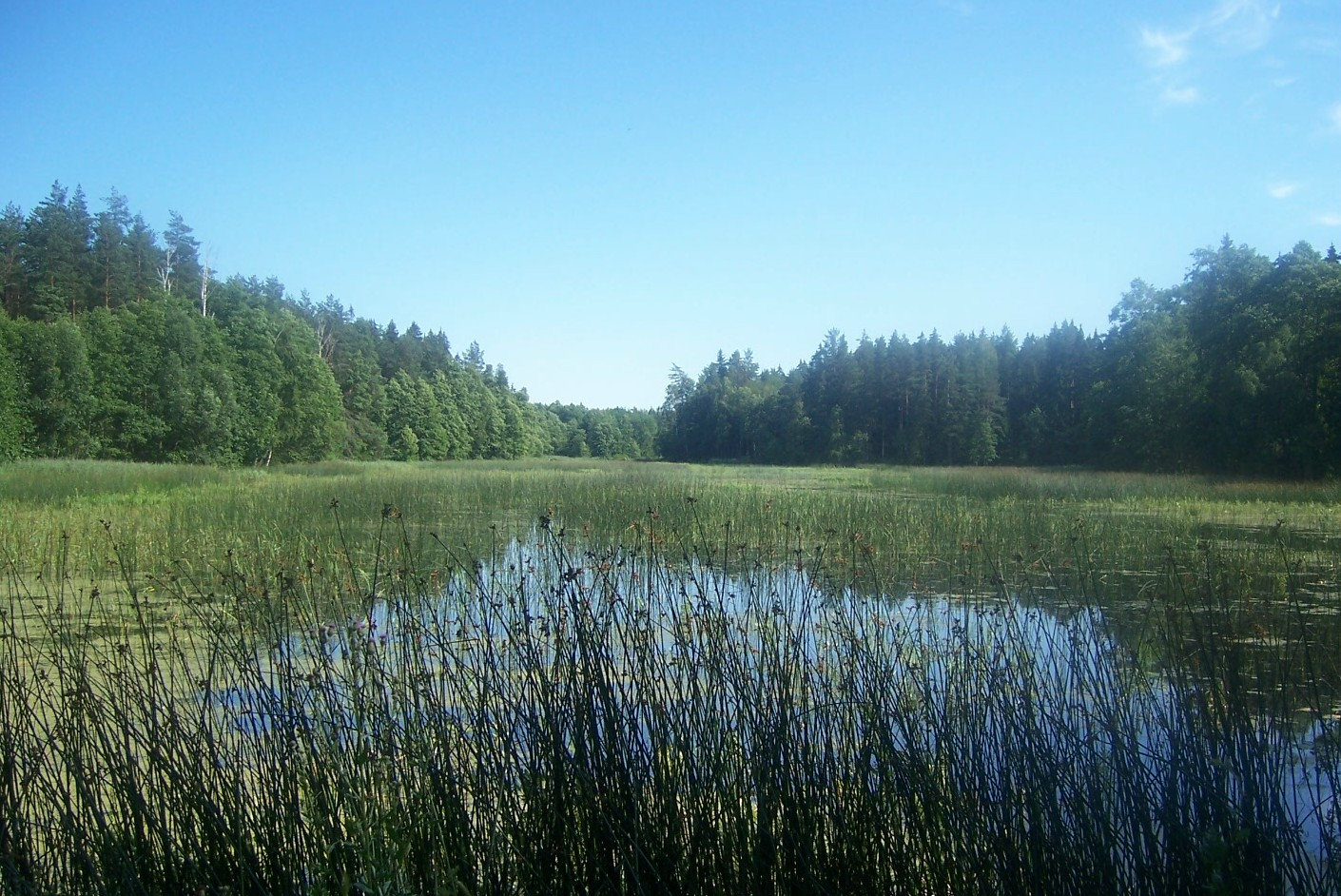
Staw w Świnobrodzie na rzece Świnobródka - lipiec 2006

Świnobród – osada leśna w Polsce położona w województwie podlaskim, w powiecie białostockim, w gminie Michałowo. W odległości niespełna 2,2 km na północ od Sokolego, nad rzeką Świnobródką leży uroczysko Świnobród.
W latach 1975–1998 miejscowość administracyjnie należała do województwa białostockiego.

## Historia

### Lata 1845-1944
Uroczysko Świnobród podobnie jak Stanek, przez wiele wieków stanowiło składową część dóbr gródeckich.
Od chwili powstania folwarku Waliły znajdował się w jego granicach. W 1845 roku mieszkały tu 2 rodziny składające się z 6 mężczyzn i 6 kobiet.
Na rzece Świnobródka, w tym czasie pracował na pełnych obrotach młyn wodny i tartak. Uroczysko to o powierzchni 38 dz. 2125 sążni oraz młyn wodny i tartak 10 stycznia 1866 roku wydzierżawił na 30 lat Calela Chanonowicz Nowik.
W ostatnich latach XIX wieku uroczysko to nabyła Eugenia Hasbach. W miejscu młyna wodnego i tartaku, Aleksander Hasbach - mąż Eugenii Hasbach, zbudował fabrykę, w której produkował sukno i wełnę ponowną. Specjalizował się też w produkcji kapeluszy. Do spilśniania i wojłokowania sukna urządził folusz. Przed 1910 rokiem wspólnie z F. Getce urządzili farbiarnię.
Prosperitę Świnobrodu przerwała I wojna światowa. W sierpniu 1915 roku Aleksander Hasbach zdemontował fabrykę, załadował maszyny na stacji Żednia do wagonów i wywiózł do Rosji, skąd sam powrócił w 1918 roku, a urządzenia fabryczne tam pozostały.

### Lata 1944 - 2009
Po 1944 roku zabudowania znajdujące się w Świnobrodzie stanowiły własność Państwowego Nadleśnictwa Żednia. W budynkach tych mieszkały rodziny leśniczych i gajowych. Później były dzierżawione przez ZHP w Białymstoku. W 1997 roku przekształcono na stanicę harcerską.
Właściciel Nadleśnictwo Żednia nie konserwowało zabudowań, które uległy całkowitej dewastacji i w 2004 roku zostały rozebrane.
Na rzece Świnobródka w Świnobrodzie Nadleśnictwo Żednia zbudowało tamę i powstał staw, w którym zatapiano drewno w celu jego konserwacji. Jest to miejsce częstych wizyt zwierząt leśnych, gdzie zwierzęta w spokoju mogą się napić wody ze stawu.
Przez Świnobród przebiega Szlak Wzgórz Świętojańskich zwany również Szlakiem Świętojańskim. Pieszy szlak turystyczny po Parku Krajobrazowym Puszczy Knyszyńskiej przecina gminy: Michałowo, Gródek i Supraśl. Trasa szlaku: Sokole - Stanek - Świnobród - Downiewo - Królowy Most - wzdłuż rzeki Płoski - Wzgórza Świętojańskie - Cieliczanka - Supraśl. Długość szlaku wynosi 27 km i jest oznakowany kolorem czerwonym.